# Marcel Zimmermann
Marcel Zimmermann (* 20. Januar 1985 in Emmerich) ist ein deutscher Tennisspieler.

## Karriere
Zimmermann spielte bis 2003 auf der ITF Junior Tour. In der Jugend-Rangliste erreichte er mit Rang 27 seine höchste Notierung. Er nahm 2002 auch an er Juniorenausgabe der US Open teil.
Im Profitennis gewann er 2004 den ersten Titel auf der drittklassigen ITF Future Tour, auf der er hauptsächlich spielte. Sein erstes vollständige Profijahr beendete er im Einzel und Doppel der Weltrangliste in den Top 750. Im Folgejahr gewann er auch im Einzel den ersten Titel und erreichte das Viertelfinale des Challengers – die höher dotierte Turnierkategorie – in Eckental, als er gegen den späteren Turniersieger Michael Berrer unterlag. Im Doppel gewann er einen Titel und beendete das Jahr auf Platz 509, im Einzel sogar 50 Plätze besser. In den folgenden Jahren bis 2009 konnte er keine Steigerungen in der Rangliste erwirken. Die einzigen Titel in diesen Jahren gelangen ihm im Doppel, 2007 bei einem Future und 2009 bei einzigen Turniersieg eines Challengers in Oberstaufen. Ebenfalls 2007 hatte er in Eckental das erste Mal ein Halbfinale auf diesem Niveau erreicht. Zeitgleich stand er im Einzel in vier Future-Finals, von denen er keines gewann. Zweimal erreichte er das Viertelfinale des Challengers in Obersdorf, 2008 und 2009. Über Platz 400 kam er zu keinem Zeitpunkt hinaus.
2010 gelang es Zimmermann sich zu steigern. Er erreichte neben zwei Futuretitel erneut zwei Challenger-Viertelfinals, in Fürth, wo er die Nummer 136 der Welt David Guez besiegte und abermals in Oberstaufen. Im Doppel siegte er bei vier Futures und erreichte im Juni des Jahres mit Rang 303 sein Karrierehoch. Selbiges erklomm er im Einzel mit Rang 299 im April 2011. In diesem Jahr kam er wieder zu zwei Future-Erfolgen sowie einem Viertelfinale in St. Ulrich in Gröden und beendete das Jahr mit Platz 313 am höchsten in seiner Karriere, im Doppel mit Rang 347 ebenfalls am höchsten. Anfang 2012 gewann er nochmal jeweils einen Titel in Einzel und Doppel. Mitte des Jahres beendete er seine Karriere u. a. wegen Erfolglosigkeit und Problemen mit den Sprunggelenken. Er gewann insgesamt sieben Einzel- und elf Doppeltitel auf der Future Tour sowie einen Challengertitel. Von 2004 bis 2018 spielte er ununterbrochen für den TC Großhesselohe in der 2. Tennis-Bundesliga.
Später gründete er die Tennisakademie Allgäu, wo er auch als Tennistrainer arbeitet.

## Erfolge
| Legende (Anzahl der Siege) |
| Grand Slam                 |
| ATP Finals                 |
| ATP Tour Masters 1000      |
| ATP Tour 500               |
| ATP Tour 250               |
| ATP Challenger Tour (1)    |

### Doppel

#### Turniersiege
| Nr. | Datum         | Turnier     | Belag | Partner          | Finalgegner                   | Ergebnis         |
| --- | ------------- | ----------- | ----- | ---------------- | ----------------------------- | ---------------- |
| 1.  | 12. Juli 2009 | Oberstaufen | Sand  | Dieter Kindlmann | Michael Berrer Philipp Oswald | 6:4, 2:6, [10:4] |